# 陳留縣
陳留縣，舊縣名。秦朝置，治所在今河南省開封市祥符区陳留鎮，屬碭郡。

## 名稱來由
《公羊傳·桓公十一年》：「古者鄭國處於留，後鄭伯取鄶而遷鄭焉，而野留」。《漢書·地理志》陳留郡陳留，《注》：「孟康曰：『留，鄭邑也，後為陳所並，故曰陳留』臣瓚曰：『宋有留，彭城留是也，留屬陳，故曰陳留也』」。《史記·酈生陸賈列傳》:「酈生說沛公曰：『夫陳留，天下之衝，四通五達之郊也，今其城又多積粟。』」。

## 歷史
漢朝為陳留郡治。三國魏為陳留國治。西晉末廢。隋開皇六年（586年）復置，屬宋州。大業初屬梁郡。唐代屬汴州。五代、宋、金屬開封府。北宋時又曾為京畿路轉運司治。元代屬汴梁路。明、清仍屬開封府。1957年併入開封縣。